# Équipe d'Argentine de football à la Copa América 1927
L'équipe d'Argentine de football participe à sa 11e Copa América lors de l'édition 1927 qui se tient à Lima au Pérou du 30 octobre au 27 novembre 1927.

## Résultats

### Classement final
Les quatre équipes participantes sont réunies au sein d'une poule unique où chaque formation rencontre une fois ses adversaires. À l'issue des rencontres, l'équipe classée première remporte la compétition.
|   | Équipe    | Pts | J | G | N | P | BP | BC | Diff |
| - | --------- | --- | - | - | - | - | -- | -- | ---- |
| 1 | Argentine | 6   | 3 | 3 | 0 | 0 | 15 | 4  | +11  |
| 2 | Uruguay   | 4   | 3 | 2 | 0 | 1 | 15 | 3  | +12  |
| 3 | Pérou     | 2   | 3 | 1 | 0 | 2 | 4  | 11 | -7   |
| 4 | Bolivie   | 0   | 3 | 0 | 0 | 3 | 3  | 19 | -16  |

| 30 octobre  | Argentine | 7 | 1 | Bolivie |
| 20 novembre | Argentine | 3 | 2 | Uruguay |
| 27 novembre | Argentine | 5 | 1 | Pérou   |

### Matchs
| 30 octobre 1927                                                                                     | Argentine                                                                        | 7 – 1                                                                                                  | Bolivie     | Estadio Nacional (Lima)                           |                                                   |
| | Luna 18e, 56e · Carricaberry 20e, 36e · Recanattini 24e (pen.) · Seoane 29e, 79e | (5 - 1)                                                                                                | Alborta 42e | Spectateurs : 15 000 Arbitrage : Benjamín Fuentes | Spectateurs : 15 000 Arbitrage : Benjamín Fuentes |
| Díaz - Bidoglio, Recanattini - Evaristo, Monti, Fossa - Carricaberry, Ochoa, Ferreira, Seoane, Luna | Équipes                                                                          | Bermúdez - Chavarría, Lara - J. Soto, Renjel, Valderrama - C. Soto, Méndez, Sáinz, Bustamante, Alborta |             | Spectateurs : 15 000 Arbitrage : Benjamín Fuentes | Spectateurs : 15 000 Arbitrage : Benjamín Fuentes |

| 20 novembre 1927                                                                                       | Argentine                                               | 3 – 2 | Uruguay          | Estadio Nacional (Lima)                        |                                                |
| | Recanattini 56e (pen.) · Luna 70e · Canavessi 85e (csc) | (0 - 1) | Scarone 33e, 79e | Spectateurs : 26 000 Arbitrage : David Thurner | Spectateurs : 26 000 Arbitrage : David Thurner |
| Díaz - Bidoglio, Recanattini - Evaristo, Monti, Zumelzú - Carricaberry, Maglio, Ferreira, Seoane, Luna | Équipes                                                 | Capuccini - Canavessi, Tejera - Andrade, Fernández, Vanzzino - Arremón, Petrone, Castro, Scarone, Figueroa |                  | Spectateurs : 26 000 Arbitrage : David Thurner | Spectateurs : 26 000 Arbitrage : David Thurner |

| 27 novembre 1927                                                                                         | Argentine                                              | 5 – 1 | Pérou         | Estadio Nacional (Lima)                            |                                                    |
| | Ferreira 1re, 30e · Maglio 22e, 25e · Carricaberry 38e | (5 - 1) | Villanueva 3e | Spectateurs : 15 000 Arbitrage : Victorio Gariboni | Spectateurs : 15 000 Arbitrage : Victorio Gariboni |
| Bossio - Bidoglio, Recanattini - Evaristo, Monti, Zumelzú - Carricaberry, Maglio, Ferreira, Seoane, Orsi | Équipes                                                | Pardón - Saldarriaga, Moscoso - Maquilón, Dagnino, Basurto - Neyra, Sarmiento, Villanueva, Montellanos, Lavalle |               | Spectateurs : 15 000 Arbitrage : Victorio Gariboni | Spectateurs : 15 000 Arbitrage : Victorio Gariboni |

| Copa América 1927 - Vainqueur Argentine 3e titre |